# Joel Surnow
Joel Surnow (Detroit, 18 de dezembro de 1955) é um produtor e diretor de televisão estadunidense, conhecido como um dos criadores, ao lado de Robert Cochran, da série 24, que tornou-se em sucesso na televisão estadunidense e mundial.